# Вигнання бісів з німого чоловіка

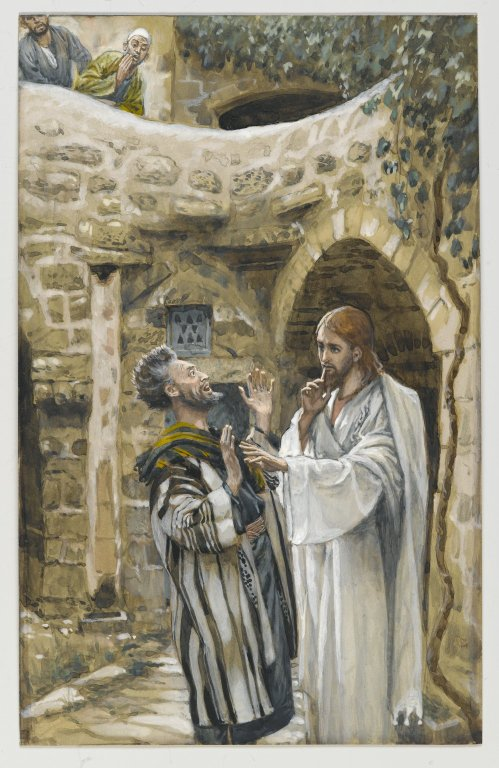
Ісус вигнаняє бісів з німого чоловіка. Джеймс Тіссо(до 1894).

Вигнання бісів з німого чоловіка — одне з чудес Ісуса Христа описане в Євангелії від Матвія (Мт. 9: 32–34). Ісус Христос у той час перебував у Галилеї поблизу Капернаума.

## Подія
Євангеліст Матвій розмістив опис екзорцизму відразу після опису зцілення двох сліпих людей і перед описом відправлення дванадцяти апостолів для лікування народу. Одержимого німого (грец. Κωφον δαιμονιζομενον) привели до Ісуса. Одразу після екзорцизму він заговорив, на що натовп жваво відреагував. Чудо Ісуса також було зустрінуте реакцією фарисеїв, які звинуватили його у співпраці з дияволом.